# Ebberston and Yedingham
Ebberston and Yedingham – civil parish w Anglii, w North Yorkshire, w dystrykcie (unitary authority) North Yorkshire. W 2011 civil parish liczyła 582 mieszkańców.